# Британская популярная музыка
Британская популярная музыка и популярная музыка в целом могут быть определены разными способами, но здесь они используются для описания музыки, которая не является частью художественной/классической музыки или церковной музыкой, включая народную музыку, джаз, поп и рок музыку. Эти формы музыки особенно процветали в Британии, которые, как утверждается, повлияли на популярную музыку непропорционально её размеру, отчасти из-за её лингвистических и культурных связей со многими странами, особенно с бывшими районами подконтрольными Британии, такими как Соединенные Штаты, Канада и Австралия. Это особенно заметно с начала 1960-х годов, когда «британское вторжение», во главе с Beatles, помогло британским исполнителям занять важное место в развитии поп- и рок-музыки, которая была пересмотрена в разное время, вместе с жанрами, происходящими или радикально развивающимися британскими музыкантами, включая: блюз-рок, хэви-метал, прогрессив-рок, панк-рок, британский фолк-рок, фолк-панк, драм-н-бейс, грайм, дабстеп и брит-поп.

## Ранняя британская популярная музыка
Можно сказать, что коммерческая музыка, которой наслаждаются люди, возникла в шестнадцатом и семнадцатом веках с появлением широкой боковой баллады, которые продавались дёшево и в большом количестве до девятнадцатого века. Дальнейшие технологические, экономические и социальные изменения привели к появлению новых форм музыки в девятнадцатом веке, в том числе духового оркестра, который создал популярную и коммунальную форму классической музыки. Точно так же возник Мюзик-холл, чтобы удовлетворить развлечения новых городских обществ, адаптируя существующие формы музыки для производства популярных песен и актов. В 1930-х годах влияние американского джаза привело к созданию британских танцевальных коллективов, которые предлагали социальную и популярную музыку, которая стала доминировать в общественных событиях и на радиоэфирах.

## 1950-е годы
К 1950 году местные формы британской популярной музыки уже уступили место влиянию американских музыкальных форм, включая джаз, свинг и традиционную поп, через кино и пластинки. Значительным изменением середины 1950-х годов стало влияние американского рок-н-ролла, который предоставил новую модель для исполнения и записи, основанную на молодёжном рынке. Первоначально в нём преобладали американские действия или воссоздание американских музыкальных форм, но вскоре стали появляться отчетливо британские формы, в первую очередь в уникальном британском взгляде на американскую народную музыку в повальном увлечении Скиффла в 1950-х годах, в начале народное возрождение, которое стало акцентом на национальные традиции, а затем на ранних попытках производить британский рок-н-ролл.

## 1960-е годы
К началу 1960-х годов британцы развили жизнеспособную национальную музыкальную индустрию и начали выпускать адаптированные формы американской музыки в ритм-музыке и британском блюзе, которые будут экспортироваться в Америку такими группами, как The Beatles и Rolling Stones. Это помогло превратить доминирующие формы популярной музыки в общий англо-американский проект. Развитие британского блюзового рока помогло оживить рок-музыку и привело к растущему различию между поп и рок-музыкой. В середине 1960-х британские группы были на переднем фоне в создании жанра хард-рока. В то время как поп-музыка продолжала доминировать в чартах синглов, подростковая культура продолжала доминировать. Рок начал развиваться в разнообразных и творческих поджанрах, которые характеризовали форму на протяжении оставшейся части двадцатого века.

## 1970-е годы
В 1970-х годах британские музыканты играли важную роль в разработке новых музыкальных форм, появившихся в конце 60-х годов из блюз-рока, включая фолк-рок и психоделический рок. В этот период в Британии было создано несколько важных и влиятельных поджанров, преследуя возможности рок-музыки. В то время как джаз начал испытывать снижение популярности в этот период, Британия стала испытывать все большее влияние различных аспектов мировой музыки, включая ямайскую музыку, что привело к появлению новых музыкальных сцен и поджанров.

## 1980-е годы
Когда поджанры, такие как хэви-метал, продолжали развиваться отдельно, произошел значительный переход между роком и более популярной коммерческой музыкой, с большим количеством более «серьезных» групп, таких как The Police и UB40. Появление MTV и кабельного видео помогло подстегнуть то, что рассматривалось как Второе Британское Вторжение в первые годы десятилетия, с британскими группами, имеющими больший успех в Америке. Тем не менее, к концу десятилетия произошла фрагментация со многими новыми формами музыки, включая хип-хоп и хаус, в то время как в одиночных чартах снова доминировали поп-артисты.

## 1990-е годы
В 1990-х, в то время как в чартах синглов доминировали такие группы, как Take That и Spice Girls, британская душа и индийская музыка также достигли наивысшего уровня мейнстримного успеха на сегодняшний день. Электронные рок-группы, такие как The Prodigy и Chemical Brothers, начали достигать высокого уровня. Альтернативный рок достиг мейнстрима, появившись на сцене Мадчестера, чтобы производить поп-музыку, пост-рок и инди-поп, что привело к коммерческому успеху таких групп как Britpop, Blur и Oasis. Затем последовал ряд пост-бритпоп-групп, таких как Travis и Feeder, которые проложили путь к международному успеху таких групп, как Snow Patrol и Coldplay.